# Modello Putnam
Il Modello Putnam è un modello di stima empirico del lavoro di un software.
L'articolo originale di Lawrence H. Putnam fu pubblicato nel 1979 e fu visto come un lavoro pioneristico nel campo della modellazione del processo software.